# Melanolophia elongata
Melanolophia elongata là một loài bướm đêm trong họ Geometridae.